# Ehealthcareasia
Ehealthcare Limited（港交所除時為0835.HK），是在2000年創立，前聯合海外前身的卓健亞洲旗下醫療網站，屬於少有香港新興性行業，則是從建榮建業控股換取上市的。
由於長期業務持續虧損，銷售長期惡性競爭，再加上科網股爆破，網企也進行合併潮和香港空間市場太少，故此出售給民營企業家陳氏家族，由萬基藥業取代上市。

## 連結
- 亞洲煤業WEBB-SITE.COM（页面存档备份，存于）